# Arquebisbat de Szczecin-Kamień

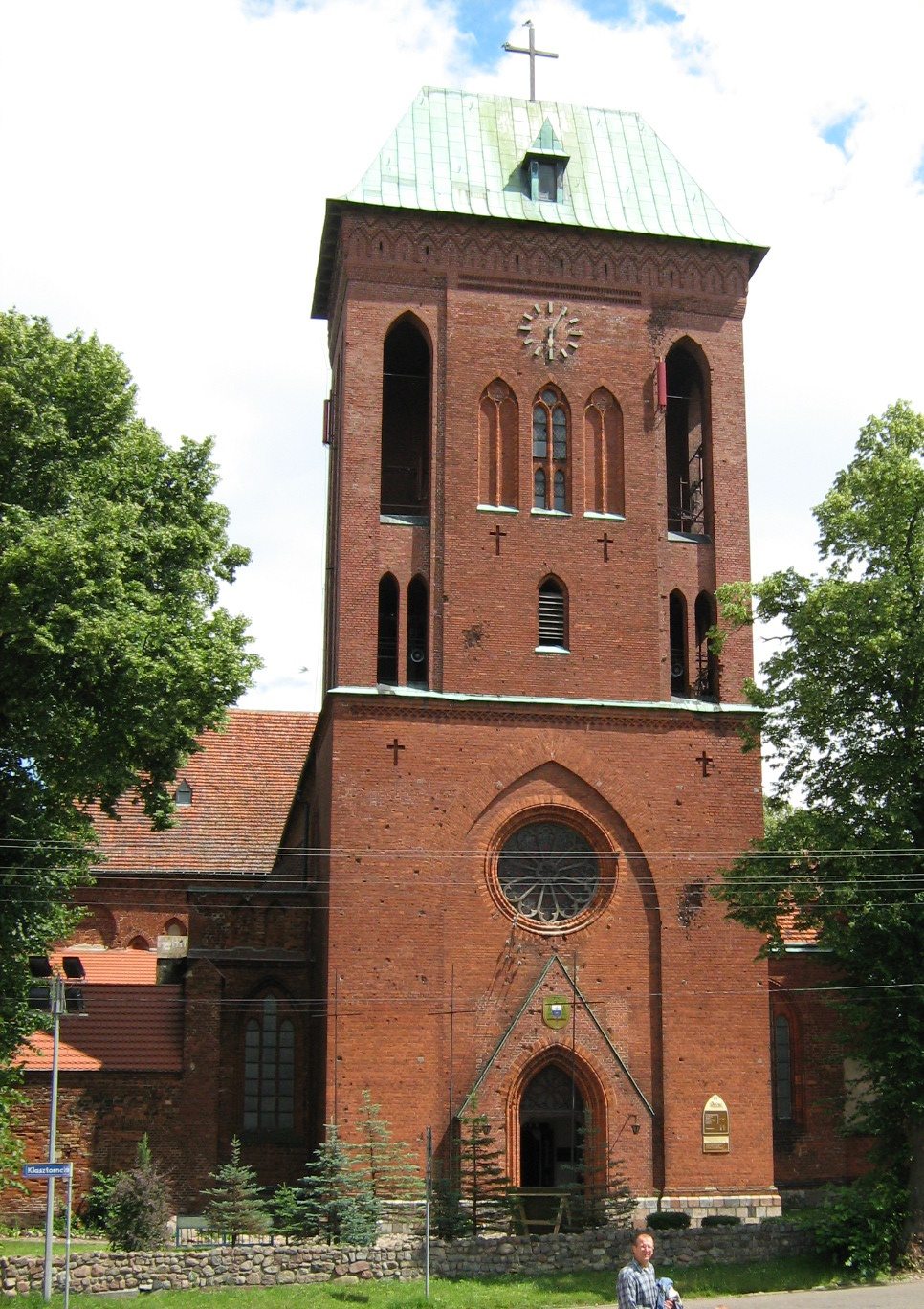
La concattedrale de Sant Joan Baptista a Kamień Pomorski

L'arquebisbat de Szczecin-Kamień (polonès: Archidiecezja szczecińsko-kamieńska, llatí: Archidioecesis Sedinensis-Caminensis) és una seu metropolitana de l'Església Catòlica a Polònia. Al 2017 tenia 988.500 batejats sobre una població de 1.027.286 habitants. Actualment està regida per l'arquebisbe Andrzej Dzięga.

## Territori
L'arxidiòcesi comprèn la part occidental del voivodat de Pomerània Occidental.
La seu episcopal és la ciutat de Szczecin, on es troba la catedral de Sant Jaume el Major. A Kamień Pomorski es troba la cocatedral de Sant Joan Baptista.
El territori s'estén sobre 12.754 km², i està dividit en 274 parròquies, agrupades en 36 vicariats.

## Història
La diòcesi de Pomerània es va erigir el 1140 amb seu a Wolin. El 26 d'abril de 1188, sota la butlla Auctoritate apostolica del papa Climent III, va prendre el nom de diòcesi de Kamień, on es va traslladar el bisbat. Va ser suprimida el 1545 arran del pas de la ciutat i del bisbe al protestantisme.
La diòcesi de Szczecin-Kamień es va tornar a establir el 28 de juny de 1972 amb la butlla Episcoporum Poloniae del papa Pau VI, obtenint el territori de la diòcesi de Berlín (actualment arxidiòcesi). Va ser originàriament sufragània de l'arxidiòcesi de Gniezno.
El 25 de març de 1992, com a part de la reorganització de les diòcesis poloneses per encàrrec del papa Joan Pau II amb la butlla Totus tuus Poloniae populus, va ser elevada a la condició d'arxidiòcesi metropolitana.

## Cronologia episcopal

### Bisbes de Kamień
- Wojciech † (1140 - 1162)
- Konrad I † (1162 - 1186)
- Zygfryd † (1186 - 1191)
- Zygwin † (1202 - 1219 renuncià)
- Konrad II † (23 de maig de 1219 - 1233 mort)
- Konrad III † (13 de novembre de 1233 - 20 de setembre de 1241 mort)
- Wilhelm I † (24 de desembre de 1244 - 1251 renuncià)
- Hermann von Gleichen † (de desembre de 1251 - 1289 mort)
- Jaromar von Rügen † (7 d'octubre de 1289 - 1294 mort)
  - Wiesław † (1294 - 1296) (bisbe electe)
- Piotr, O.P. † (13 de febrer de 1296 - 1300 mort)
  - Ginter † (1300) (bisbe electe)
- Henryk von Wacholtz † (28 de gener de 1302 - 1317 mort)
- Konrad IV † (13 d'agost de 1318 - 1324 mort)
  - Jan von Goettingen † (1324) (bisbe electe)
  - Henryk von Henneberg † (1324) (bisbe electe)
- Wilhelm II von Eltz, O.P. † (14 de novembre de 1324 - 1330 mort)
- Fryderyk von Eickstedt † (17 de setembre de 1330 - 1343 renuncià)
- Jan I von Sachsen-Lauenburg † (3 de setembre de 1343 - 1370 mort)
- Filip von Rehberg † (29 de maig de 1370 - 1385)
- Jan II Willekini, O.Cist. † (7 de novembre de 1385 - 1386)
  - Bogusław VIII † (1386) (bisbe electe)
- Jan III Brunonis † (5 de maig de 1386 - 1394 renuncià)
- Jan IV Kropidło † (31 de juliol de 1394 - 26 d'abril de 1398 nomenat arquebisbe, títol personal, de Chełmno)
- Mikołaj I Bock von Schippenbeil, O.T. † (1 de juny de 1398 - 1410 nomenat legat pontifici)
- Magnus Wettin † (14 de març de 1410 - 10 de maig de 1424 nomenat bisbe de Hildesheim)
- Zygfryd II von Boock † (10 de maig de 1424 - 15 de maig de 1446 mort)
- Henning Iven † (1446 - 1468 renuncià)
  - Henning Kassebode † (1468) (bisbe electe)
  - Ludwik von Eberstein † (1472) (bisbe electe)
- Mikołaj II von Tuengen † (1472 - 1478 renuncià)
- Marinus von Fregeno † (16 de novembre de 1478 - 1482 mort)
- Angelus von Sessa † (24 de juliol de 1482 - 1483 renuncià)
  - Mikołaj Westphal † (1483) (bisbe electe)
- Benedykt Wallenstein † (2 de desembre de 1485 - 1498 renuncià)
- Marcin von Karith † (4 de juliol de 1498 - 26 de novembre de 1521 mort)
- Erazm von Manteuffel † (26 de novembre de 1521 - 27 de gener de 1544 mort)
- Bartłomiej Swawe † (1544 - 1545 renuncià)
  - Sede soppressa (1545-1972)
  - Martin Wecherau † (5 d'octubre de 1551 - ?) (bisbe electe)

### Bisbes de Szczecin-Kamień
- Jerzy Stroba † (28 de juny de 1972 - 21 de setembre de 1978 nomenat arquebisbe de Poznań)
- Kazimierz Jan Majdański † (1 de març de 1979 - 25 de març de 1992 jubilat)
- Marian Przykucki † (25 de març de 1992 - 1 de maig de 1999 jubilat)
- Zygmunt Kamiński † (1 de maig de 1999 - 21 de febrer de 2009 jubilat)
- Andrzej Dzięga, des del 21 de febrer de 2009

## Estadístiques
A finals del 2017, la diòcesi tenia 988.500 batejats sobre una població de 1.027.286 persones, equivalent al 96,2% del total.
| any  | població  | població  | població | sacerdots | sacerdots       | sacerdots       | sacerdots             | diaques | religiosos | religiosos | parròquies |
| ---- | --------- | --------- | -------- | --------- | --------------- | --------------- | --------------------- | ------- | ---------- | ---------- | ---------- |
| any  | batejats  | total     | %        | total     | clergat secular | clergat regular | batejats por sacerdot | diaques | homes      | dones      |            |
| 1980 | 927.000   | 990.000   | 93,6     | 340       | 217             | 123             | 2.726                 |         | 130        | 168        | 168        |
| 1990 | 1.000.000 | 1.073.400 | 93,2     | 482       | 330             | 152             | 2.074                 |         | 157        | 203        | 236        |
| 1999 | 1.000.000 | 1.079.200 | 92,7     | 599       | 431             | 168             | 1.669                 |         | 171        | 186        | 266        |
| 2000 | 1.000.000 | 1.078.800 | 92,7     | 613       | 440             | 173             | 1.631                 | 8       | 179        | 177        | 266        |
| 2001 | 1.000.000 | 1.080.514 | 92,5     | 624       | 447             | 177             | 1.602                 |         | 182        | 177        | 266        |
| 2002 | 1.000.000 | 1.074.593 | 93,1     | 629       | 455             | 174             | 1.589                 |         | 179        | 171        | 266        |
| 2003 | 1.000.000 | 1.075.100 | 93,0     | 639       | 460             | 179             | 1.564                 |         | 184        | 173        | 267        |
| 2004 | 1.000.000 | 1.074.000 | 93,1     | 641       | 464             | 177             | 1.560                 |         | 185        | 171        | 268        |
| 2010 | 1.000.000 | 1.065.920 | 93,8     | 651       | 468             | 183             | 1.536                 |         | 187        | 170        | 270        |
| 2014 | 1.000.000 | 1.043.178 | 95,9     | 666       | 481             | 185             | 1.501                 |         | 205        | 153        | 273        |
| 2017 | 988.500   | 1.027.286 | 96,2     | 670       | 488             | 182             | 1.475                 | 4       | 204        | 168        | 274        |